# 치관

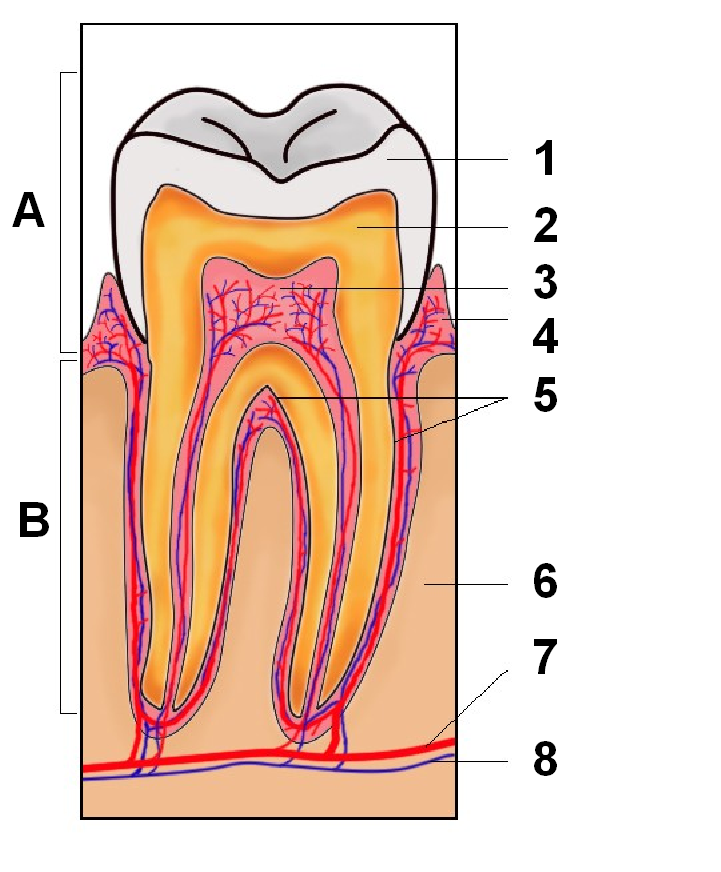
그림에서 A에 해당하는 부분이 치관이다. 1=법랑질, 2=상아질, 3=치수이다.

치관(齒冠, 치아머리, 영어: crown)은 하나의 치아에서 치경선 윗쪽 부위를 의미한다. 임상적으로는, 하나의 치아를 놓고 봤을 때 잇몸에 감추어져 있지 않고 육안으로 관찰할 보이는 부분을 가리킨다.

## 해부학적 치관과 임상적 치관
해부학적 치관(解剖學的齒冠, anatomical crown)은 법랑질을 둘러싸고 있는 부분을 의미한다. 치아는 해부학적으로 치관과 치근으로 나뉠 수 있으며, 법랑질이 둘러싸고 있는 부분을 해부학적 치관이라 정의한다.
임상적 치관(臨床的齒冠, clinical crown)은 반면 구강 내에 노출되어 있는 부분만을 가리킨다. 이를 달리 정의하자면 치은선의 위쪽 부위만을 가리킨다고 볼 수 있다.

## 특징 및 구조
치관은 치아의 일반적 기능인 저작, 발음, 심미를 담당한다. 치관의 모양은 치아에 따라 매우 다양하지만, 그 조직학적인 구조는 거의 유사하다.
치관은 법랑질로 둘러싸여 있다. 법랑질은 96% 이상이 무기물로 이루어진 경조직으로, 그 주요 구성성분은 수산화인회석이다. 법랑질 하방에는 상아질이 존재하며, 그 하방에는 치수가 존재한다.
치관에는 치면, 연, 융기부, 함몰부와 같은 구조물이 존재한다.

## 치면
치관에는 여러 개의 면이 있으며 이를 치면(齒面, surface of tooth)이라 부른다. 치면은 전치부냐, 구치부냐에 따라 다르게 호칭된다.

### 전치의 치면
- 순면(脣面, labial surface): 입술쪽을 향한 면을 가리킨다.
- 설면(舌面, lingual surface): 혀쪽을 향한 면을 가리킨다.
- 인접면(隣接面, proximal surface), 또는 접촉면(接觸面, contact surface): 두 치아가 맞닿는 면이다. 전치부의 인접 치아는 2개이므로 2개의 면이 생길 수 있는데, 이 중 정중선에 가까운 면을 근심면(近心面, mesial surface), 먼 면을 원심면(遠心面, distal surface)라 한다.
- 절단면(切斷面, incisal surface), 또는 절단연(切斷緣, incisal edge): 입을 다물 때 마주보는 치아(윗니-아랫니)끼리 맞닿는 면을 의미한다.

### 구치의 치면
- 협면(頰面, buccal surface): 뺨쪽을 향한 면을 가리킨다.
- 설면(舌面, lingual surface): 혀쪽을 향한 면을 가리킨다.
- 접촉면(接觸面, contact surface): 두 치아가 맞닿는 면이다. 전치부의 인접 치아는 2개이므로 2개의 면이 생길 수 있는데, 이 중 정중선에 가까운 면을 근심면(近心面, mesial surface), 먼 면을 원심면(遠心面, distal surface)라 한다.
- 교합면(咬合面, occlusal surface), 또는 저작연(咀嚼緣, mastication surface): 입을 다물 때 마주보는 치아(윗니-아랫니)끼리 맞닿는 면을 의미한다.

## 연
치면과 치면의 경계부위를 연(緣, margin)이라 한다. 어떤 면에 존재하는 연이냐에 따라 이름을 붙여 부르게 된다.

### 전치의 연
- 순면 및 설면의 연
  - 절단연(切斷緣, incisal margin): 입을 다물 때 마주보는 치아(윗니-아랫니)끼리 맞닿는 경계선을 의미한다.
  - 근심연(近心緣, mesial margin): 근심에 가까운 경계선을 의미한다.
  - 원심연(遠心緣, distal margin): 원심에 가까운 경계선을 의미한다.
  - 치경연(齒頸緣, cervical margin): 법랑질의 하방 경계선을 의미한다.

- 인접면의 연
  - 순측연(脣側緣, labial margin): 입술에 가까운 쪽 경계선을 의미한다.
  - 설측연(舌側緣, lingual margin): 혀에 가까운 쪽 경계선을 의미한다.
  - 치경연(齒頸緣, cervical margin): 법랑질의 하방 경계선을 의미한다.

### 구치의 연
- 협면 및 설면의 연
  - 근심연(近心緣, mesial margin): 근심에 가까운 경계선을 의미한다.
  - 원심연(遠心緣, distal margin): 원심에 가까운 경계선을 의미한다.
  - 교합연(咬合面, occlusal margin): 입을 다물 때 마주보는 치아(윗니-아랫니)끼리 맞닿는 경계선을 의미한다.
  - 치경연(齒頸緣, cervical margin): 법랑질의 하방 경계선을 의미한다.

- 인접면의 연
  - 협측연(頰側緣, buccal margin): 볼에 가까운 쪽 경계선을 의미한다.
  - 설측연(舌側緣, lingual margin): 혀에 가까운 쪽 경계선을 의미한다.
  - 교합연(咬合面, occlusal margin): 입을 다물 때 마주보는 치아(윗니-아랫니)끼리 맞닿는 경계선을 의미한다.
  - 치경연(齒頸緣, cervical margin): 법랑질의 하방 경계선을 의미한다.

- 교합면의 연
  - 협측연(頰側緣, buccal margin): 볼에 가까운 쪽 경계선을 의미한다.
  - 설측연(舌側緣, lingual margin): 혀에 가까운 쪽 경계선을 의미한다.
  - 근심연(近心緣, mesial margin): 근심에 가까운 경계선을 의미한다.
  - 원심연(遠心緣, distal margin): 원심에 가까운 경계선을 의미한다.

## 융기부

하악 제1대구치의 모식도. 교두(cusp), 구(groove), 소와(pit)가 나타나 있다.

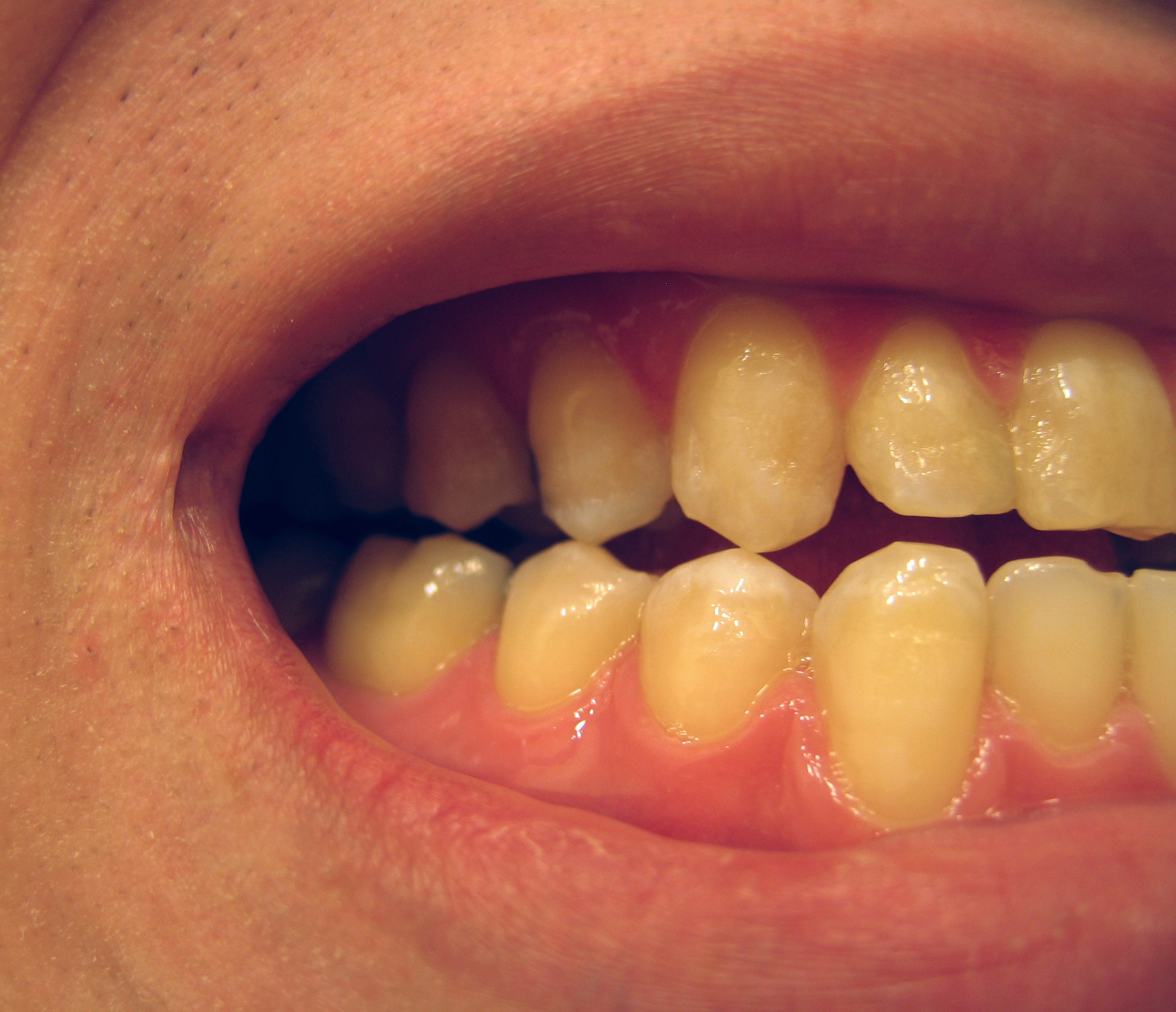
위턱과 아래턱의 치아의 교두가 서로 맞물려 있다. 교두에서 가장 돌출된 부위는 '교두정'이라 부른다.

융기부(隆起部, prominence)는 치관에서 돌출된 부분을 가리키는 말이다. 치관에는 다음과 같은 융기부가 존재한다.

### 교두
교두(咬頭, cusp)는 구치의 교합면에서 튀어나온 부분이다. 교두에서 가장 돌출된 부위는 교두정(咬頭頂, tip of cusp)이라고 부른다.

### 융선
융선(隆線, ridge)는 치아에서 선 모양으로 튀어나온 부분이다.
- 교두융선(咬頭隆線, cusp ridge): 구치에 존재하는 교두정에서 협측, 설측, 근심측, 원심측으로 뻗어나온 융선이다.
- 삼각융선(三角隆線, triangular ridge): 구치의 주요 교두정에서 교합면 중심으로 내려오는 융선으로, 삼각형의 모양을 가지고 있다.
- 변연융선(邊緣隆線, marginal ridge): 전치 설면과 구치 교합면의 끝부분에 존재하는 융선이다.
- 횡주융선(橫走隆線, transverse ridge): 소구치와 하악 대구치 교합면의 협측과 설측에서 두개의 삼각융선이 상호 연결되어 교합면을 횡주하는 융선이다.에서 발견된다.
- 사주융선(斜走隆線, oblique ridge): 상악 대구치 교합면의 협측과 설측에서 두 개의 삼각융선이 사선으로 연결된 융선이다.
- 설면융선(舌面隆線, lingual ridge): 상악 중절치와 상악 견치의 설면에서 나타나는 융선으로, 설면결절에서 절단연을 향해 내려온다.

### 결절
결절(結節, tubercle)은 치아에서 볼록하게 튀어나온 부위를 의미한다.
- 절단결절(切斷結節, 마멜론, mamelon): 전치의 절단연에 존재하는 작은 결절이다. 처음 치아가 맹출됐을 때에는 3개의 결절이 분명하게 보이나, 이후 서서히 마모되기 때문에, 사람의 나이를 확인하는 데에 쓰일 수 있다.
- 설면결절(舌面結節, cingulum): 전치 설면의 치경으로부터 1/3 부위에 크게 튀어나와 있는 부분이다.

### 접촉부
접촉부(接觸部, contact area)는 인접면에서 가장 돌출된 부위이다. 인접 치아와 직접적으로 닿게 된다.

## 함몰부
함몰부(陷沒部, depression)는 치관에서 오목하게 들어간 부분이다.
- 구(溝, sulcus 또는 groove)는 선 모양의 함몰부이다. 교두 사이나 융선 사이에 존재한다.
- 와(窩, fossa)는 둥근 모양의 함몰부이이다.
- 소와(小窩, pit)는 와에서 가장 깊은 곳이다. 관리가 쉽지 않아 충치가 빈발하는 곳이다.
- 열(裂, fissure)는 법랑질의 불완전한 결합으로 인해 만들어진 가는 틈새이다. 관리가 쉽지 않아 충치가 빈발하는 곳이다.

## 참고 문헌
- 이승표. (2009). 치아형태학. 서울: 대한나래출판사. pp. 3, 16-37.
- 대한구강해부학회 역. (2005). 구강조직학 제6판. 서울: 대한나래출판사 pp.1-3.